# رنه لاسر
رنه لاسر (فرانسوی: René Lasserre‎; ۹ اکتبر ۱۸۹۵ – ۱۹ اوت ۱۹۶۵) بازیکن راگبی ۱۵ نفره اهل فرانسه بود. در سال ۱۹۲۴ در المپیک تابستانی شرکت و به عنوان عضو تیم فرانسه مدال نقره را به دست آورد. وی همچنین برندهٔ جوایزی همچون لژیون دونور شده‌است. وی در شهر بایون متولد و در سنت آولد درگذشت.